# Madrid (Novo México)
Madrid é uma Região censo-designada localizada no estado americano de Novo México, no Condado de Santa Fe.

É uma cidade mineira localizada numa estrada suja entre Albuquerque e Santa Fé que se tornou uma colónia de artistas e uma paragem importante na estrada do Novo México - New Mexico State Road 14 (conhecida por Turquoise Trail).

## Demografia
Segundo o censo americano de 2000, a sua população era de 149 habitantes.

## Geografia
De acordo com o United States Census Bureau tem uma área de 3,7 km², dos quais 3,7 km² cobertos por terra e 0,0 km² cobertos por água. Madrid localiza-se a aproximadamente 1662 m acima do nível do mar.

## Localidades na vizinhança
O diagrama seguinte representa as localidades num raio de 28 km ao redor de Madrid.